# Општина Кавала
Општина Кавала (грч. Δήμος Καβάλας, Димос Кавалас) је општина у Грчкој у округу Кавала, периферија Источна Македонија и Тракија. Административни центар је град Кавала.

## Насељена места
Општина Кавала је формирана 1. јануара 2011. године спајањем 2 некадашње административне јединице: Кавала и Филипи.
- Општинска јединица Кавала: Кавала, Аспри Амос, Горњи Лефки, Лефки, Нови Карвали, Санаторио, Свети Сила, Стари Цифлики, Халкеро.
- Општинска јединица Филипи: Филипи, Амигдалеонас, Вунохори, Дато, Зигос, Корита, Кранохори, Кринидес, Крионери, Лидија, Ликостомо, Лимнија, Микрохори, Нови Зигос, Полистило, Полинеро, Стара Кавала.